# Habersdorf (Gemeinde Asperhofen)
Habersdorf ist eine Ortschaft und Katastralgemeinde der Marktgemeinde Asperhofen in Niederösterreich.

## Geografie
Das Straßendorf am Raipoltenbach, der nördlich unterhalb des Dorfes in die Große Tulln fließt, liegt zwei Kilometer südlich von Asperhofen und ist über die Landesstraße L2271 an die außen vorbeiführende Tullner Straße B19 angebunden. Der Ort ist landwirtschaftlich geprägt, besteht aus mehreren Gehöften und im Norden aus einem Gewerbegebiet.

## Geschichte
Im Franziszeischen Kataster von 1821 ist Habersdorf mit zwei großen bäuerlichen Anwesen verzeichnet.  Die Gründe zwischen dem Raipoltenbach und der Großen Tulln waren häufig Überschwemmungen ausgesetzt. Laut Adressbuch von Österreich waren im Jahr 1938 in Habersdorf mehrere Landwirte mit Direktvertrieb ansässig. Bis zur Eingemeindung nach Asperhofen war der Ort ein Teil der damaligen Gemeinde Grabensee.